# 三木天遊
三木 天遊（みき てんゆう、1875年〈明治8年〉3月12日 - 1923年〈大正12年〉9月1日？）は、日本の詩人。本名は三木 猶松、他の筆名に天友、未奇庵、雪衣、楽天遊などがある。

## 来歴・人物
1875年3月12日、兵庫県赤穂市加里屋に、省六・恒子夫妻の次男として生まれる。
1879年に大阪へ移り、大阪府立北野中学校を経て、1894年に東京専門学校に入学。在学中に『早稲田文学』をはじめとした各新聞・雑誌で詩を発表する。後に病気のために退学。
1897年、浪華青年文学会の客員として、機関誌『よしあし草』に寄稿された詩の選者となる。1900年3月、須藤南翠、水谷不倒、菊池幽芳などと関西文学同好会を結成する。この頃から詩集『心の山川』（後に『秋海棠』に改める。）の制作が始まる。1909年3月発行の『新小説』を最後に文壇から退く。
その後も兄・保吉とは連絡を取っていたが、関東大震災を境に音信が途絶え、行方不明となる。親族や友人知人が手を尽くすも、数年絶ってなお消息が分からなかったため、遺族は関東大震災があった1923年9月1日を命日とみなす。
1955年8月19日に生地である赤穂市の随鴎寺に墓が作られ、「松月院鼎堂天遊居士」の戒名が付けられる。

## 著書

### 単著
- 『鈴舟』春陽堂〈新小説第五號〉、1897年9月。NDLJP:988138。
- 『恋愛問題』也奈義書房、1906年12月。NDLJP:888689。
- 『名妓小きみ 前編』樋口隆文館、1916年7月。NDLJP:917933。

### 共著
- 三木天遊、繁野天来『詩集 松虫鈴虫』東華堂、1897年5月。NDLJP:876469。